# Мэдден, Пейдж
Пейдж Мэдден (род. 22 октября 1998 года, Джэксон, Миссисипи) — американская пловчиха. Обладательница двух серебряных и одной бронзовой медали Олимпийских игр, а также одной серебряной и одной бронзовой медали чемпионатов мира на короткой воде.

## Спортивная карьера
Пейдж Мэдден училась в подготовительной школе UMS-Wright Preparatory School в Мобиле, Алабама. С 2017 по 2021 год она продолжила обучение в Виргинском университете и выступала за его спортивную команду, Cavaliers. В выпускном году она выиграла три титула на длинных дистанциях вольным стилем на чемпионате NCAA.
Она принимала участие в чемпионатах США с 2014 года и выступала на отборочных соревнованиях к Олимпиаде 2016 года. Её первым международным стартом стала Универсиада 2019 года в Неаполе. В эстафете 4×200 метров вольным стилем команда США (Керстен Мейтц, Пейдж Мэдден, Клэр Расмус и Габби ДеЛуф) выиграла с преимуществом 5,78 секунды перед итальянками. В индивидуальном заплыве на 200 метров вольным стилем ДеЛуф победила, а Мэдден заняла второе место.
На Олимпийских играх 2020 года в Токио, проходивших в 2021 году, Мэдден выступала в индивидуальном заплыве на 400 метров вольным стилем 2020 Через два дня американская эстафетная команда 4×200 метров вольным стилем (Белла Симс, Пейдж Мэдден, Кэти Маклафлин и Брук Форд) показала второй результат в предварительном заплыве. В финале команда (Эллисон Шмитт, Пейдж Мэдден, Кэти Маклафлин и Кэти Ледеки) улучшила время на семь секунд, уступив только сборной Китая, выиграв серебряные медали.
Пять месяцев спустя на чемпионате мира на короткой воде 2021 года в Абу-Даби, в финале заплыва на 200 метров вольным стилем Мэдден заняла третье место, пропустив вперед Сиобан Бернадетт Хоуи из Гонконга, второй стала канадка Ребекка Смит.
После окончания университета Пейдж Мэдден продолжила карьеру профессиональной пловчихи. На Панамериканских играх 2023 года в Сантьяго-де-Чили она выиграла золото на дистанциях 400 и 800 метров вольным стилем. Третью золотую медаль она завоевала в эстафете 4×200 метров вольным стилем. На Олимпиаде 2024 года в Париже она заняла шестое место на дистанции 400 метров вольным стилем. В эстафете 4×200 метров вольным стилем американская команда (Анна Пепловски, Эрин Геммелл, Симона Мануэль и Алекс Шакелл) показала четвёртое время в предварительном заплыве. В финале (Клэр Вайнштейн, Пейдж Мэдден, Кэти Ледеки и Эрин Геммелл) они стали вторыми, уступив австралийкам и обогнав китаянок. В индивидуальном финале на 800 метров вольным стилем Кэти Ледеки завоевала золото, Ариарне Титмус из Австралии — серебро, а Пейдж Мэдден — бронзу.